# Danilo Gomes Cintra
Danilo Gomes Cintra (São João da Barra, 28 maggio 1985) è un ex calciatore brasiliano, di ruolo attaccante.

## Carriera

### Club
Compie il suo esordio da calciatore professionista nel 2010 militando per il Macaé. A fine stagione, dopo aver giocato tutto il campionato con un rendimento molto alto, viene acquistato dall'Académica in prestito.

## Palmarès

### Competizioni nazionali
- Coppa del Portogallo: 1

Académica: 2011-2012